# 英维奥尼克语
英维奥尼克语，又叫作北海日耳曼语，在语言学中被认为是日耳曼语的衍生亚种之一。
公元1世纪中期，英维奥尼克语在北海地区逐渐成形并显现出了独特的语言特征。它的衍生分支包括了古弗里西语，古撒克逊语和古英语（时至今日, 现代英语仍被认为是英维奥尼克语的衍生之一。）有时低地法兰克语也被认为是英维奥尼克语的衍生分支。
在弗里西语及英语里中我们能够找到北海日耳曼语最为显著的特征，即英维奥尼克式Ingwäonismen。而荷兰语由于早期受到了法兰克语的影响，许多北海日耳曼语特征已经不复存在。

## 名称之争
今日之北海日耳曼语及英维奥尼克语在使用上基本同义，其他同义名还包括西北日耳曼语，西海岸日耳曼语及海岸德语。其中的西北日耳曼语亦可指向北日耳曼语及西日耳曼语。

### 英维奥尼克语
其名始于古罗马文学家塔西陀所著之《日耳曼尼亚志》。在书中塔西陀记述了三支日耳曼族群，其中临海的一支为英维奥尼克。
其他文学记载有老普林尼所著之《博物志》，其中又把英维奥尼克成为因古厄内Inguaeones。
自此其他相应的不同拼写方式也渐渐出现，包括 ingävonisch，ingväonisch，ingwäonisch 所指皆为英维奥尼克。
雅各布格林 在他的德国神话中也有相关记载。

### 北海日耳曼语
尽管英维奥尼克语与北海日耳曼语两个名称可以互相替代，但单独使用北海日耳曼这一地域名仍有待商榷，因为从地域上来说，北海日耳曼的特征又能够在不属本支的荷兰语及内陆低地德语得到体现。

## 语言特点
英维奥尼克语的语言特征名为英维奥尼克式。尽管人们对英维奥尼克语的争论从未停止，英维奥尼克式这一相当完备的语言特征却是公认的（也有研究者认为应该将其与北海日耳曼语互相分离。）以下是简单的例子：
- 北海日耳曼語鼻音消失法則 :省略摩擦产生的鼻音，以延长元音替代。
  - 日耳曼语*samftō,-ijaz, 德语 sanft, 西弗里西语 sêft, 英语  soft, 低地德语 sacht, 荷兰语 zacht
- 与 德语 sein 的第三格单数 ist 相比 删去t ：
  - 古英语 is, 古撒克逊语 is
- 人称代词第一格时删去r：
  - 日耳曼语 *wīz ‚德语 wir,古撒克逊语  wī, 古荷兰语 wē, 古弗里西语 wī, 古英语 wē （相对的 林堡语 veer, 古诺斯语 vér, 哥德语 weis）
- 其他人称代词的词根
  - 德语 „er“: 低地德语. he, 荷兰语. hij, 英语. he, 西弗里西语. hy, 萨特弗里西语. hie, 北弗里西语. hi
  - 德语 „ihr“: 低地德语. ji, 中古荷兰语. ghi, 英语. you, 西弗里西语. jim, 萨特弗里西语. jie, 北弗里西语. jam
- 三格系统 即三四格相同
- 未来式需要助动词 schallen (sallen), shall: 
  - 弗里西语. ik schall (sall) – 英语. I shall (德语 ‚ich werde‘)
- 在腭音前为字母K发出类似爆破音的擦音
  - 德语 „Käse“: 英语. cheese, 西弗里西语. tsiis, 萨特弗里西语. sies, 北弗里西语. sees
  - 德语 „Kirche“: 英语. church, 西弗里西语. tsjerke, 萨特弗里西语. seerke, 北弗里西语. schörk, sark
- 腭化日耳曼语中的a: 
  - 日耳曼语 *dagaz ‚德语 Tag‘, 古英语. dæg, 古弗里西语. dei; 拉丁语 ( via) strata ‚ 德语 Straße‘ 古英语. strǣt, 古弗里西语 strēte
- 分词的现在完成时删去前缀 ge-: 
  - 低地德语. daan, 英语. done, 西弗里西语 . dien, 萨特弗里西语. däin, 北弗里西语.dänj (德语 ‚getan‘)
- R变音法 : 
  - 英语. burn, 西弗里西语. baarne (或者 brâne), 北弗里西语. baarnwin ‚德语 Brandwunde‘ (或者 braan ‚brennen‘)
- 动词的统一复数形式 :
  - 低地德语. wi/ji/se maakt,  北弗里西语. we/jam/ja mååge – 德语 „wir machen/ihr macht/sie machen“

## 引用
1. 1 2  Anthonia Feitsma, ‘Democratic’ and ‘elitist’ trends and a Frisian standard, in: Andrew R. Linn, Nicola McLelland (eds.), Standardization: Studies from the Germanic Languages, 2002, p. 205 ff., here p. 205
2. ↑  Hammarström, Harald; Forkel, Robert; Haspelmath, Martin; Bank, Sebastian (编). . . Jena: Max Planck Institute for the Science of Human History. 2016.
3. ↑  Hans Frede Nielsen: Frisian and the Grouping of the Older Germanic Languages. In: Horst Haider Munske (Hrsg.): Handbuch des Friesischen. = Handbook of Frisian Studies. Niemeyer, Tübingen 2001, ISBN 3-484-73048-X, S. 81–104.
4. ↑  Adolphe van Loey: Schönfeld's Historische Grammatica van het Nederlands. Kankleer, vormleer, woordvorming. 8. Druck. Thieme, Zutphen, 1970, ISBN 90-03-21170-1, Kap. 4, S. XXV.
5. ↑  Steffen Krogh: Die Stellung des Altsächsischen im Rahmen der germanischen Sprachen (= Studien zum Althochdeutschen. Bd. 29). Vandenhoeck & Ruprecht, Göttingen 1996, ISBN 3-525-20344-6, S. 84–85.
6. ↑  Tacitus: De Origine et situ Germanorum chapter.2 pag.2
7. ↑  Plinius: Naturalis Historia
8. ↑  Jacob Grimm: Grimm's Teutonic Mythology
9. ↑  Klaas Heeroma: Zur Problematik des Ingwäonischen. In: Frühmittelalterliche Studien. Bd. 4, 1970, S. 231–243, doi:10.1515/9783110242041.231